# Uran–bly-metoden
Uran-bly-metoden är en radiometrisk metod att bestämma bergarters ålder. Metoden bygger på en kombination av två radioaktiva sönderfall. Uran-238 sönderfaller till bly-206 enligt uranseriens sönderfallskedja och uran-235 sönderfaller till bly-207 enligt aktiniumserien.
Uran-238 har halveringstiden 4,47 miljarder år (4,47 × 109 år ), uran-235 har halveringstiden 0,704 miljarder år, och torium-232 14,1 miljarder år. 
Vid uran-bly-datering används det naturligt förekommande uranet och blyet i en bergart eller ett mineral. Med hjälp av en masspektrometer mäts halterna uran och bly och blyets isotopsammansättning, och ur kvoterna mellan de olika uran och bly-isotoperna (207Pb/235U och 206Pb/238U) räknas en ålder ut. Kombinationen av två radioaktiva sönderfall ger en ökad säkerhet jämfört med andra radiometriska dateringsmetoder. Man kan göra dessa mätningar på ett helt upplöst bergartsprov, men vanligen används framseparerade mineral ur bergarten som är extra anrikade på uran, och därmed också på radiogent bildat bly. Det vanligaste mineralet som används är zirkon, andra mineral som kan användas är titanit, monazit, xenotim eller rutil. För datering av basiska (kiselfattiga) bergarter används mineralet baddeleyit (zirkoniumoxid, ZrO2). 
Zirkon består av zirkoniumsilikat med formel ZrSiO4. Det är ett accessoriskt mineral som finns i små mängder i de flesta granitiska bergarter. Det har hög smälttemperatur och är motståndskraftigt mot metamorfos och erosion. S.k. detritiska zirkoner kan därför påträffas omlagrade i sedimentära bergarter, och ge information om åldern på modermaterialet till sedimentet. 
När zirkon kristalliserar från en magma (bergartssmälta) så anrikar det små men signifikanta mängder av uran (och torium) i sin kristallstruktur, typiskt några hundra till några tusen ppm (miljondelar) uran, eftersom dessa element passar in i zirkonens kristallstruktur. Bly passar däremot inte in i kristallstrukturen, varför en nykristalliserad zirkon är i det närmaste blyfri. 
Med tiden kommer dock en del av uranet i zirkonen att sönderfalla till bly, uran-235 till bly-207 och uran-238 till bly-206. Dessutom sönderfaller torium-isotopen torium-232 till bly-208. Så gott som allt bly som finns i zirkonen är därmed bildat genom radioaktivt sönderfall av uran eller torium, s.k. radiogent bly. Genom att mäta proportionerna mellan dessa olika isotoper i zirkonen kan tidpunkten för zirkonens bildning bestämmas (torium-bly-sönderfallet används dock mer sällan). Denna ålder antas för en magmatisk bergart vara liktydig med hela bergarten kristallisationsålder, även om äldre zirkoner ibland kan överleva i magmor med relativt låg temperatur och sedan inkorporeras som nedärvda zirkoner i en yngre bergart.   
Zirkon har en blockeringstemperatur på 900 °C, detta medför att eventuella producerade blyatomer stöts bort från kristallen om den hettas upp till denna temperatur och den radiometriska klockan nollställs. Ofta har dock inte isotopsystemet nollställts helt vid metamorfos av en magmatisk bergart, utan det är fortfarande möjligt att bestämma dess magmatiska kristallisationsålder. Samtidigt kan det ha bildats metamorfa påväxter på zirkonkristallerna vid metamorfosen, ungefär som träringar i ett träd, och om dessa kan analyseras separat kan man även få fram en separat ålder för denna metamorfa händelse. Mineralen titanit, monazit och xenotim, som har lägre blockerings-temperatur för bly än zirkon, kan också användas för att bestämma metamorfa åldrar. 
För åldersbestämning av en bergart tas ett prov, vanligen på något eller några kilogram, av den friska bergarten. Provet krossas och mals till sandstorlek, så att de enskilda mineralkornen frigörs. Sedan separeras de små mängder zirkonkristaller (eller andra ovannämnda mineral) ur bergarten genom att utnyttja deras olika fysikaliska egenskaper. Zirkon är helt omagnetisk, och har högre densitet än de flesta vanliga bergartsbildande mineral, vilket gör att zirkon kan framsepareras med hjälp av ett s.k. vattenskakbord och tunga vätskor (vätskor med hög densitet). Typiska zirkonkristaller som används för datering är ca 0,1 till 0,3 mm lång.
Zirkonkristaller som är av god kvalitet, rena, klara och sprickfria, plockas sedan ut under mikroskopet för analys. Dessa är ofta relativt uranfattiga. Uranrika kristaller är paradoxalt nog ofta mindre lämpliga för datering, eftersom de många radioaktiva sönderfallen gör att deras kristallstruktur förstörs (de blir metamikta, vilket syns som grumlighet under mikroskopet). Detta medför i sin tur att de lätt läcker bly, vilket gör dateringsresultaten mindre exakta och tillförlitliga.
Vid konventionell datering löses därefter de utvalda zirkonkristallerna upp i fluorvätesyra, och uran och bly separeras fram genom jonbyte i olika syror. Tidigare användes hundratals kristaller för varje analys, men genom förfinad metodik räcker det nu med någon eller några väl utvalda zirkonkristaller för varje analys. För varje bergartsdatering gör man dock flera separata analyser av olika zirkonfraktioner, kanske fyra till sju stycken. För varje zirkonfraktion analyseras uranet och blyet separat i en termisk masspektrometer (TIMS), och de uppmätta isotopkvoterna plottas i ett Concordia-diagram, varifrån bergartens ålder kan beräknas.
En nyare metodik innebär att man med en s.k. jonmikrosond (SIMS) utför punktanalyser på 10-25 mikrometer stora punkter direkt i zirkonkristallerna, fastgjutna i en epoxy-puck och polerade så att man får en genomskärning av dessa. Innan analysen studeras zirkonkristallernas inre struktur med såväl ljus- som elektron-mikroskop, det senare med CL (cathodoluminiscens) eller BSE (Back-scatter electron). Förutom att man sparar arbete med denna metod, är den stora fördelen att man kan analysera kärnor och påväxter för sig i zirkoner med komplex struktur och historia. På det viset kan man få fram separata magmatiska och metamorfa åldrar i en bergart med en sådan komplex historia, där man med den konventionella metoden riskerar att få en meningslös "mitt-emellan-ålder". Metoden ger dock sällan samma precision som den konventionella metoden, eftersom så lite material analyseras, varför de två metoderna kompletterar varandra.
En variant på punktanalys är analys med hjälp av laser och ICP-masspektrometer. Denna metod är mycket snabb, och en stor mängd zirkonkristaller kan analyseras under kort tid, även om precisionen i de enskilda åldrarna inte är så god. Metoden används bl.a. för analys av detritiska zirkoner i sediment och sedimentära bergarter, där det är av större vikt att få ett representativt åldersspektrum från ett stort antal zirkonkristaller, än att varje enskild ålder är exakt bestämd, för att kunna diskutera ursprunget (provenansen) för det sedimentära materialet.    
Genom uran-bly-datering av de äldsta meteoriter som påträffats till 4,6 miljarder år har man indirekt daterat jordens och solsystemets ålder till lika mycket, baserat på att dessa meteoriter anses bildade samtidigt med eller strax innan jorden och solsystemet. De äldsta zirkonkristaller som påträffats på jorden (från västra Australien) är ca 4,4 miljarder år gamla (men de är omlagrade i en yngre sandsten), medan de äldsta hela bergart som påträffats är en granit från norra Kanada med en ålder på ca 4,0 miljarder år.